# Octaborato de disodio tetrahidratado
El octaborato de disodio tetrahidratado o octaborato disódico tetrahidratado es una sal alcalina de boro. Es una sustancia química en polvo blanca, inodora, que no es inflamable, combustible ni explosiva y tiene baja toxicidad oral y cutánea agudas. Esta sal, que comúnmente se confunde con el ácido bórico, se usa como insecticida y fertilizante y se vende comúnmente en forma líquida o en polvo. También es efectivo contra hongos y algas. Tiene una vida útil ilimitada y no se ve afectado por la temperatura. Este producto químico también es ignífugo. En forma líquida, comúnmente se disuelve en agua y se rocía sobre superficies de madera para matar termitas, escarabajos de polvo, hormigas carpinteras, hongos y algas. También está disponible como gránulos para empotrar en madera estructural. Esta sal alcalina no debe confundirse con el ácido bórico (una sustancia química ácida) o el aditivo de detergente para ropa utilizado para las manchas.
Es de uso común para el control o para la prevención de termitas, el concentrado líquido se usa en una proporción de 1:1 con agua. Las ventajas de este producto químico sobre el tratamiento convencional de control de plagas es que no es cancerígeno y tiene una baja toxicidad para humanos y mascotas. También es inodoro y su aplicación adecuada dura toda la vida de la madera. No es necesario repetir el tratamiento. 
Se ha demostrado que reduce significativamente las poblaciones de ácaros del polvo en el hogar cuando se combina con el uso regular de aspiradoras.

## Síntesis
Se produce mediante la reacción entre el bórax y el ácido bórico:
Na2B4O7 + 4 H3BO3 → Na2B8O13 + 4 H2O

## Seguridad química
El octaborato de disodio, en sus formas anhidras y tetrahidratada, se clasifica como "tóxico para la reproducción categoría 1B (presunto tóxico para la reproducción humana)" en virtud del Reglamento de Clasificación, Etiquetado y Envasado de la UE (Reglamento CLP). El código de peligro CLP y la declaración son "H360FD: Puede perjudicar a la fertilidad. Puede dañar al feto".